# NGC 1753
NGC 1753 je galaksija u zviježđu Orionu.

## Vanjske poveznice
- SEDS: NGC 1753